# Visconde de Gumiei
Visconde de Gumiei (em grafia antiga Gomiei) é um título nobiliárquico criado por D. Carlos I de Portugal, por Decreto de data desconhecida de 1891, em favor de Francisco Bento Alexandre de Figueiredo Magalhães, depois 1.º Conde de Figueiredo Magalhães.
Titulares
1. Francisco Bento Alexandre de Figueiredo Magalhães, 1.º Visconde de Gumiei e 1.º Conde de Figueiredo Magalhães.